# 玄妙玉女
玄妙玉女（又稱為真妙玉女、聖母元君、無上元君、太一元君、先天元后/先天太后、誕生道祖無上元君、元始開天道祖聖母元君）是道教的女仙，也是老子（太上老君的化身）之母，上帝之師，弟子為九天玄女。
道教典籍《道法會元》中稱“先天元后”是老子的母親—玄妙玉女。
玄妙玉女生下老子后白日升天，武则天曾於光宅三年九月甲寅追封老子母亲为“先天太后”，宋真宗也曾立“先天太后之赞”碑，来赞颂其降圣功德。
玄妙玉女在《墉城集仙錄》和《歷世真仙體道通鑑後集》所收錄的道教女仙列傳中是排名第一的女仙，地位甚至超过了金母元君（西王母），但她在中国民间的影响力和知名度相对较低。

## 典籍記載

### 來歷
《太上老君金書內序》記載：
老君為道之宗，體於自然，在乎三清之前，象帝之先，為玉皇帝，居玉清金闕。下界幽冥之中生空洞，空洞之中生太無，太無變化生玄元始三黑。三黑變化，經無數億劫，化生玉容神姿玄妙玉女元君。
《雲笈七籤》引《混元皇帝聖紀》記載：
自太上生後，復八十一萬億八十一萬歲，乃生一氣。一氣生後，復八十一萬億八十一萬歲乃生前三氣。三氣各相去八十一萬億八十一萬歲，三合成德，共生老君焉。老君生後，八十一萬億八十一萬歲，化生一氣。一氣生後，八十一萬億八十一萬歲，化生後三氣。三氣又化生玄妙玉女。玉女生後，八十一萬億八十一萬歲，三氣混沌，凝結變化，五色玄黃，大如彈丸，入玄妙口中。玄妙因吞之，八十一年乃從左腋而生。生而白首，故號為老子。
《一切道經音義妙門由起》記載：
《三天內解經》云：幽宴之中，生乎空洞；空洞之中，生乎太無；太無變化，生玄、元、始三氣，混沌相因，而化生玄妙玉女。玄妙玉女生後，混氣凝結，化生老子。老子，老君也。
《玄妙內篇經》云：玄妙玉女者，玄、元、始氣混沌相因，化成二氣，八十一萬億歲後化生玄妙玉女。自玄妙玉女生後，三氣變化，五色玄黃，大如彈丸，入玄妙口中，乃即吞之，八十一歲乃從玄妙玉女左腋而生，生而白首，故號為老子。老子者，老君也。受太上重任，成天立地，帝帝出為國師。
聖母元君還擁有諸多的化身和名號（先天聖母元君眾眞）：先天太后太一元君、九靈太妙白玉龜臺夜光金眞萬炁聖母元君、無上雌一帝眞九光聖母、高上虛无玄元混化初眞聖母、三天陽魂太極聖母、朱光洞陰二景聖母、三素洞陰太微聖母、大有空洞混沌化素靈妙生神聖母、九華空洞元陽飛生聖母、太陰神光玄極青帝聖母、無上極眞太虛天皇聖母、元陽九元鬱靈皓眞聖母、北極交靈瑶光太皇聖母、虛无元皇九天絶空聖母、萬炁絶冥紫光列紀聖母、三天眞母上元夫人。
另一組的化身和名號略有不同，她們是先天太一元君、無上雌一帝真九光聖母、三天陽䰟太一聖母、三素洞陰太微聖母、九華九陽空洞飛生聖母、太陰神光玄極青帝聖母、元陽九華委夷皓真聖母、梵寶昌陽洞冥玄光聖母、萬炁絶冥紫光列紀聖母、九天無量三昧太一元君。

### 聖母元君

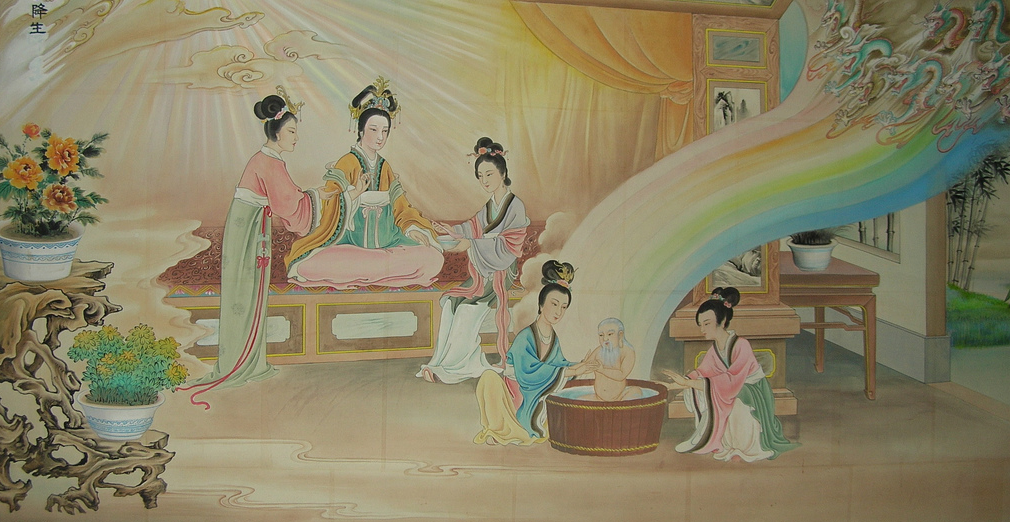
老子降生

太上老君在先天毓神歷劫之時，為了能在人間傳道，於是他寄托在聖母元君胎內。聖母元君當時在楚國苦縣瀨鄉曲仁裏渦泉之濱休息，於是太上老君散形分神，化為一顆像太陽般的流星之光飛入聖母元君的口中，因而有孕。太上老君寄胎在聖母元君腹中經過九九八十一年（“九”在古代乃是數字之極，為大數）降生於左脅。老君即指李樹為姓，元君以其生而白首，故取名為老子。太上老君轉世為老子，聖母元君也因此為老子李耳的母亲。老君出生之時，日月揚輝，萬靈侍衛，天地萬神聚集到此，神童玄女翼其左右。聖母元君將服後能令人長生、立可升天的“還丹金液之術”的煉丹要訣傳授給老君，之後眾多仙官衛從、雲輿羽蓋聚集而來，元君即乘八景之輿，白日升天。
《墉城集仙錄》記載：
聖母元君者，乃洞陰玄和之氣凝化成人，亦號玄妙玉女，為上帝之師，太上老君先天毓神歷劫行化，應接隱顯不可稱論。
其欲示生於人間。表物之有始也。故散形分神，寄胞於元君焉，而更生也。昔於渺莽之劫，常寄誕於天崗靈鏡之山。洎商十八王陽甲八年庚申之歲，老君乘日精、駕九龍氤氳漸小如九色彈丸自天而下，托孕於元君之胎，元君時在楚國苦縣瀨鄉曲仁裏渦泉之濱晝日假寐，遂感日象如流星之光徑入口中，因而有娠。凡八十一年所居之室，常有異香之氣，日月之光，仿佛神明以衛其體，容狀麗逸，曾不衰怠。至二十二王武丁九年庚辰之歲二月十五日，元君因攀李樹而生誕於左脅，時有九龍自地湧出，騰躍空中，吐水而浴，老君焉龍出之處，因成九井，至今存焉，即亳州太清宮九井是也。老君既生，能行九步，步生蓮花，以乘其足，日月揚輝，萬靈侍衛，即指李樹曰：「此余姓也。」遂為李氏，時人亦因號元君為李母焉。既行九步，左手指天，右手指地，言曰：「天上天下，唯我獨尊。世間之若，何足樂聞。」三日之中，身有九變，身長九尺，綠眉素髮，日角月玄，鼻有雙柱，耳有三門，美眉方口，蹈五把十七十二相八十一好周備其身。元君以其生而白首，故號老子，或雲自說九名，又雲有三十六號七十二名。
聖母元君還持有長生不死的修道秘法，老君在成道前曾求道于聖母元君。在《先天玄妙玉女太上聖母資傳仙道》一文中，元君和老君在談論外丹及內丹的守一法訣，并傳授給老君“神圖寶章變化之方”、“還丹伏水火汞金液之術”，元君對老君說：“神仙之道，不在祭杞檮鬼神，不在導引與屈伸，不在祝願多言語，不在精思自苦勤，長生之要在神丹。知之甚易為皇難，子能行之可長存，此之道成立得仙、吾亦學得非自然。”

### 無上元君
在另一個版本《歷世真仙體道通鑑後集》和《道德真經廣聖儀》中說无上元君就是天上的玄妙玉女，玄妙玉女轉世降生為天水尹氏之女，名叫“益寿”，她嫁給仙人李靈飛為妻。一日，益寿梦見太上老君乘日精、駕九龍，化為五色流珠飛入她的口中，因此有感而孕，歷經怀胎八十一年，因攀李樹而于殷朝武丁九年二月十五日剖左腋生下太上老君，老君指李樹曰：“李為吾姓也”。聖母既誕育道身，將返回天闕，恢復元君之位，欲示世人以師資傳授之道，便将神圖寶章變化之方、還丹伏火水汞液金之術，凡七十二篇，以授老君。隨後即乘八景玉舆，在群仙侍衛下白日升天，得居無上元君之位，大唐追封她為“先天太后”。在《猶龍傳》、《混元聖紀》、《太上混元老子史略》、《太上玄靈北斗本命延生真經註》中也有同樣的說法。
《歷世真仙體道通鑑後集》中的無上元君和太一元君並不是同一個女仙。文中描述聖母曾傳道於太一元君，聖母在升天時告訴老君如果再有疑問，當派遣太一元君跟他說明。而在其他版本中，聖母在白日升天後，征得的就是太一元君之位。
《歷世真仙體道通鑑後集》記載：
老君雖歷代應現，而未有誕生之邇，將欲和光同塵以立世教，乃先命玄妙玉女降為天水尹氏之女，名益壽，適仙人李靈飛。玄妙玉女，即無上元君也。靈飛本皋陶之後，至商時父子相承，得修生之道。父慶賓，年百歲餘，常有少容。周遊五嶽諸山，一日一云龍下迎，白日昇天。靈飛感父昇天之事，精修大道，亦百有餘日。當老君未誕而昇天，至商十有八世，王陽甲踐祚之十七年庚申之歲，老君自大清境分神化氣，乘日精，駕九龍，化為五色流珠下降。時尹氏晝寢，夢天開數丈，衆仙捧日出。良久，見日漸小，從天而墜，為五色珠，大如彈丸，因捧而吞之，覺而有娠今亳州天靜宮有流星壇，即其處。由是容顏益少，神氣安閑。所居之室，六氣和平，冬無凝寒，夏無拌暑。祥光照室，衆惡不侵。八十一年不覺其久。至商二十一王武丁之九年庚辰歲二月建寅十五日卯時，聖母因攀李枝，忽從左腋降生仙傳所載，皆云在胎八十一年。
言訖，即有千乘萬騎、五帝上真擁八景玉輿迎之昇天。今《太清神丹經》，其法乃出於無上元君。其神能調和陰陽，役使風雨，進退五星，斟酌寒暑。縿駕九龍十二白虎，天下衆仙皆仰隸焉。人之生死，莫不由此，猶言服丹所致也。
《道德真經廣聖儀》記載：
十四日，聖母玄妙玉女。老君降生之後，聖母乘八景玉舆，群仙侍衛，白日升天，大唐追尊為先天太后。今有宮在真源縣太清宮之北，一宮在樓觀升天臺上。
李姓所起，今亦载得姓之由也。又玄妙玉女元君，传云老君在天，为众圣之尊，先亿劫而行，教以无为，常存之道，化于天人，长于亿劫之前，为万圣之君长，故天尊道君赐其真号，号曰老君，即在五太之前历劫，有此号矣，虽代代应见为帝王师，而未有降世诞生之迹。乃于九清之上，命玄妙玉女降于人间，为天水尹氏之女，嫁李灵飞为妻。老君乃乘日精，驾九龙，化为五色流珠，下入玄妙玉女口中，而寄胞托孕，历八十一年，因攀李树而生老君，诞于左胁。当孕之时，神灵卫圣母之身，既生之后，玉女捧接祥云，满庭日童，散晖月妃，掷华众圣来集。老君乃指李树曰：“此吾姓也”。
《猶龍傳》記載：
聖母者，按《玄中記》云：李靈飛當商時，父子相承，得修生之道。父慶賓，年百餘歲，常有少容。週遊五嶽諸山，一日一於所居，雲龍下迎，白日昇天。靈飛感父飛昇之異，深隱不仕，內脩大道。以天水尹氏之女為妻，居於瀨鄉。其妻嘗因晝寶，夢天開數丈，眾仙捧日出。良久，見日漸小，從天而墜，化為五色之珠，大如彈丸。夢中得而吞之，因而有孕，八十一年。容色益少，常若處女。靈飛亦百餘歲而昇天。既誕。生老君之後，即有五色雲輿？迎之昇天。

然李姓所起，又按《玄妙玉女元君內傳》云：老君在天為眾聖之尊，在世為萬教之主，先億劫而行化，後無為而常存，故天尊道君賜其真號日老君，即在五太之前，至於歷劫有此號矣。雖世世應見，為帝者師，未有降世誕生之跡。乃於九清之上，命玄妙玉女降於人問，為天水尹氏之女，嫁李靈飛為妻。玄妙晝寶，老君乃乘日精，駕九龍，化為五色流珠，下入口中，托孕而生。既生，乃指李曰：此吾姓也。
《混元聖記》記載：
老君雖歷代應見，而未有誕生之跡，將欲和光同塵以立世教，乃先命玄妙玉女降為天水尹氏之女，名益壽，適仙人李靈飛。玄妙玉女即無上元君也。靈飛本皋陶之後，至商時父子相承，得修生之道。父慶賓，年百歲餘，常有少容，周遊五嶽諸山，一日一雲龍下迎，白日昇天。靈飛感父昇天之事，精修大道，亦百餘歲，當老君未誕而昇天。至商十有八世，王陽甲踐祚之十七年庚申歲，老君自太清仙境分神化黑，乘日精，駕九龍，化為五色流珠下降。時尹氏晝寢，夢天開數丈，眾仙捧日出。良久見日漸小，從天而墜為五色珠，大如彈丸。因捧而吞之，覺而有娠。今亳州天靜宮有流星壇，即其處。
由是容顏益少，神黑安閑，所居之室六氣和平，冬無凝寒，夏無祁暑，祥光照室，眾惡不侵，八十一年不覺其久。至商二十二王武丁之九年庚辰歲二月建寅十五日卯時，聖母因攀李枝，忽從左腋降生。
仙傳所載，皆云在胎八十一年，唯《內傳》云：上帝之師元君感日精入口因娠，經七十二年，剖左腋而生。二說雖或不同，然亦有由虞宣《出塞記》云：老子復命胞中七十二年，舉候九年。則亦八十一年也。
《搜神記》記載：
“按老子传记，自开辟之前下至殷汤，代代为王者师，皆化身降世。当殷汤四十七年庚申，始示诞生之迹，自太清常道境乘太阳日精，化五色玄黄，大如弹丸，时玉女昼寂，流入口中，吞之有孕，怀八十一岁至武丁九年庚辰，剖玉女左腋而生。生而色白，号曰老子。生於李树之下，指树曰：此吾姓也。名耳，字伯阳。自殷武丁九年庚辰，下至秦昭王九年西升昆仑，计九百九十六年矣。”
《酉陽雜俎》記載：
老君母曰玄妙玉女。天降玄黃，氣如彈丸，入口而孕。凝神瓊胎宮三千七百年，赤明開運，歲在甲子，誕於扶刀。蓋天西那王國，郁寥山丹玄之阿。又曰老君有胎八十一年，剖左掖而生，生而白首。又曰青帝劫末，元氣改運，托形於洪氏之胞。又曰李母本元君也，日精入口，吞而有孕。
《佛祖歷代通載》記載：

前后老君降生不同伪第十

第一化云。老子生在五运之前。

第二化中。老子生在三气之中。

第六化云。老君姓李。讳弘元曜灵。字光明。

以上和七年岁在庚辰九月三日甲子卯。时始育于北玄玉国天冈灵镜山李谷之间。玄灵圣母（又曰玄虛之母。姓名玄元，字子光，乃高上之冑。玉皇之胤位为长生大主太平正真太一君金阙后圣九玄帝君）既诞之夕。有三日出于东方。九龙吐水月妃散花。日童扬彩。年五岁体道凝真。二十而有金姿玉颜。弃家离亲超迎风尘。后感元始下教。授以郁仪太章太洞真经。紫微天帝玉清君。以琼舆下迎。赐丹玺符书。为上清金阙后圣帝君。掌握十天河海神仙。

第十一化云。老君以清浊元年七月一日。托玄神玉精。降太元玉女。千三百年。号无上老子。一号大千法王。

第十二化云。老君以清汉元年。寄九天飞玄玉女。八十一年。号高上老子。

第十三化云。老君以清汉元年甲午九月九日。降元素玉女。七十三年。号九灵老子。

第十化云。老子以殷十八王阳甲庚寅岁建午月。入于玄妙玉女口中。八十一年至武丁九年庚寅岁一月十五日。圣母剖左腋攀李树而生。生即行九步。步生莲花。九龙吐水。具七十二相八十一好。左手指天右手指地。曰天上天下唯道独尊。我当阐扬无上道法。普度一切。又云。李灵飞。得修生之道真。妻天水尹氏于濑乡昼寝见太上从天而下。化为玄铢。吞而有娠。八十一年生而皓首。曰老子。生李树下。苗李为姓。

### 太一元君
又寫作太乙元君。在趙道一的《歷世真仙體道通鑑後集》中被列為僅次於無上元君的第二位女仙。她自稱為“群仙之尊”、“萬道之主”，並且主掌“玄靈秘術”，和煉丹術也有關聯。時常和玄妙玉女或斗姥元君（驪山老母）相互混同。
《道德真經藏室纂微開題科文疏》：“聖母曰玄妙玉女，乃上帝之師，後位為太一元君。”
《道德真經廣聖儀》：“聖母在天，即號玄妙玉女，即降育大聖（《猶龍傳》中稱為誕育大聖），即為太一元君。元君乃授老君化世行教之旨，内修九室三一之門，萬善萬惡之戒，百病百藥之訣，虛無清靜之規，九丹餌錬之品，將以示世人，有師資授受之法。”
《猶龍傳》：“五帝上真擁九光八景之輿，迎聖母元君歸于玉清之上，至今為太一元君，唐朝尊為先天太后。詳諸家所載聖母，本起即玄妙玉女，為老君之母，證太一元君事跡為勝也。”
葛洪的《抱朴子》中說黃帝及老子奉事太乙元君以受要訣。
《歷世真仙體道通鑑》：“黄帝合符瑞於釜山，得不死之道。奉事太一元君，受要記修道養生之法，於玄女，素女受還精補腦之術。”

## 備註
1. ↑  已知在骊山老母的称号中带有“玄妙”、“玄灵”或“玄灵妙元”等名词。在太一元君的称号中也有“玄灵”，“玄灵”一般指的是斗姥元君。
2. ↑  已知在称号中带有“无上元君”的道教女神还有西王母和斗姥元君。